# Cynanchum
Cynanchum es un género de plantas con flores con unas 280 especies aceptadas, de las cerca de 950 descritas, perteneciente a la familia Apocynaceae.

## Descripción
Hierbas perennes o subarbustos de tallos volubles o erectos, a veces suculentos, con látex blanquecino o amarillento, frecuentemente con rizoma, glabros o pelosos. Tienen hojas opuestas, concoloras, pecioladas, de lineares a oblongas, cordadas, lobadas, auriculadas o redondeadas en la base, agudas, acuminadas o mucronadas, con haz y envés glabros o pubescentes. La inflorescencia es en cima, axilar o terminal, pauciflora. El cáliz es de más o menos la mitad de la longitud de la corola, soldado en la base, con lóbulos lanceolados u ovados, agudos; la corola es contorta, con lóbulos lineares o triangular-lanceolados, agudos u obtusos, erectos en la antesis, a veces recurvados, de coloración variable; corona doble, formada por apéndices estaminales e interestaminales, los primeros más largos que los segundos, alternos y fusionados en, al menos, 1/4 de su longitud, los estaminales con o sin apéndice. Los filamentos estaminales son libres o soldados, y las anteras aladas, a menudo ensanchadas en su base, con el conectivo prolongado en un apéndice inflexo o erecto, lanceolado, ovado o triangular; las polinias son péndulas, unidas apical, subapical o lateralmente a las caudículas. El ginostegio es sésil, subsésil o en una columna, expuesto por encima de la corola. El fruto tienen 1(2) folículos, péndulos, raramente erectos, inermes, generalmente no inflados, y las semillas son aladas o ápteras, con un vilano apical.

## Distribución
Las especies del género se distribuyen por zonas tropicales, subtropicales y templadas de África, América, Asia y Europa.

## Usos
La raíz de  Cynanchum atratum se utiliza en la medicina tradicional china, en particular para infecciones urinarias, gonorrea, nefritis, edemas, bronquitis y artralgia reumática, siendo conocida como 白薇 bai wei.  Varias otras especies tienen usos medicinales, por ejemplo C. acutum, C.amplexicaule, C. forrestii, etc.

## Filogenia

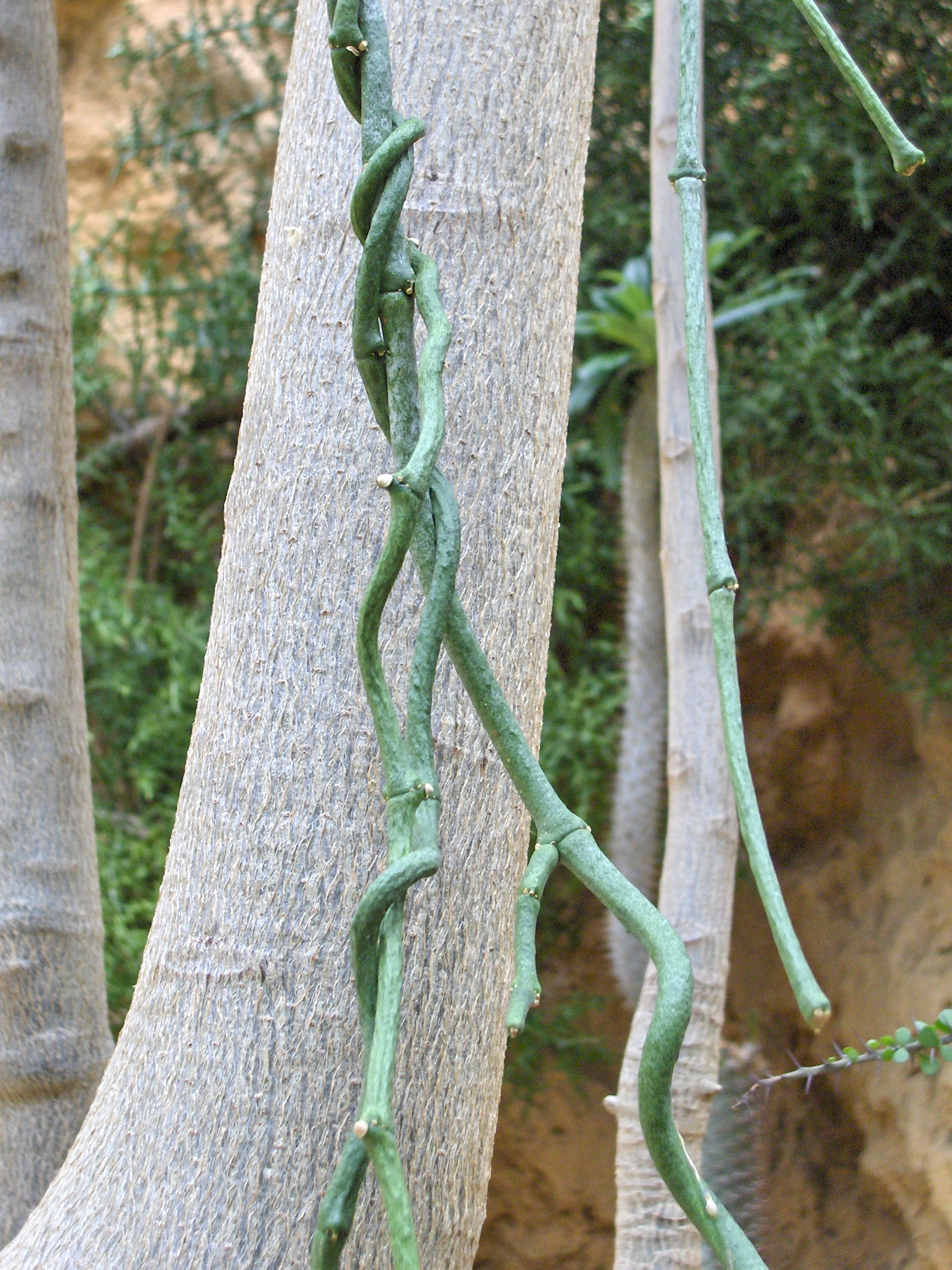
Cynanchum aphyllum.

Cynanchum, definido a finales del siglo XX, es polifilético y se ha disgregado. Varias especies están siendo trasladadas a los géneros  Orthosia, Pentarrhinum y Vincetoxicum, las especies del Viejo Mundo, en su mayoría, permaneciendo en el género Cynanchum.

## Taxonomía
El género fue descrito por Carlos Linneo y publicado en Species Plantarum, vol. 1, p. 212–213, 1753, y su diagnosis ampliada y detallada en Genera Plantarum, nº268, p. 101, 1754.
Etimología
- Cynanchum: Del Latín cynánchum, -i, derivado del Griego χύναγχον, kýnanchon que, según Dioscórides, es otro nombre para el apókynon del cual las hojas «amasadas con exundia y dadas a comer a los perros, a las panteras, a los lobos, a los raposos, los matan»; del Griego χύόν, perro y el verbo άνκό, estrangular, ahogar, o sea Matacán, que es uno de los nombres vernaculares de la especie Cynanchum acutum en castellano, especie corriente en España.[4]

## Especies
- Anexo: Lista de las especies aceptadas de Cynanchum
- Véase lista completa de todos los taxones descritos de Cynanchum, con sinónimos en[3]

En la península ibérica está presente una sola especie: Cynanchum acutum.